# 前肛鮋
前肛鮋為輻鰭魚綱鮋形目鮋亞目絨皮鮋科的其中一種，為熱帶海水魚，分布於西太平洋南中國海海域，棲息深度69-82公尺，棲息在底層水域，生活習性不明。